# Olaus Laurentii Fernander
Olaus Laurentii Fernander (kallade sig även Ferndalin och Fernaeus) var en svensk författare.
Olaus Laurentii Fernander var bondson från Österfärnebo socken, som från 1678 fick möjlighet att studera vid Gävle gymnasium. 1681 blev han student vid Uppsala universitet men tvingades på grund av fattigdom att avbryta sina studier. 1686 återinskrevs han vid Universitetet. 1693 var han informator på Eggebyholm. Fernander är främst känd för en skrift från 1695, Theatrum tragicum ebriosorum, en av de första nykterhetsskrifterna i Sverige, där han propagerade för måttlighet i alkoholkonsumtionen. Han anges i studentmatrikeln i Uppsala ha avlidit i Stockholm.